# Temelucha mucronata
Temelucha mucronata är en stekelart som beskrevs av Dasch 1979. Temelucha mucronata ingår i släktet Temelucha och familjen brokparasitsteklar. Inga underarter finns listade i Catalogue of Life.